# كاثي يونغ (ممثلة)
كاثي يونغ هي موسيقية وممثلة كندية، ولدت في 1951 في تورونتو في كندا. من الجوائز التي نالتها Juno Award for Breakthrough Artist of the Year ‏ سنة 1974.

## جوائز وترشيحات
جوائز
- Juno Award for Breakthrough Artist of the Year [الإنجليزية]‏ (1974)

ترشيحات
- Juno Award for Artist of the Year [الإنجليزية]‏ (1975)